# David Lack
David Lambert Lack (6 de Julho de 1910 - 12 de Março de 1973) foi um ornitólogo e biólogo britânico.
Lack nasceu em Londres e recebeu educação na Escola Gresham, Norfolk e no Magdalene College de Cambridge, onde estudou Ciências Naturais. Foi professor até 1940, tendo tirado em ano sabático para estudar o comportamento de aves nas Ilhas Galápagos. Durante a Segunda Guerra Mundial trabalhou no desenvolvimento do radar.  Em 1945 foi nomeado director do Edward Grey Institute of Field Ornithology.
O trabalho científico de Lack inclui trabalhos sobre biologia populacional e regulação dependente de densidade. Escreveu vários livros incluindo The Life of the Robin (1943) e Swifts in a Tower (1956). 